# Allegiant Stadion
Az Allegiant Stadion egy többfunkciós stadion Paradise-ban, Nevadában, a szomszédos Las Vegastól délnyugatra. A 2020-ban megnyitott stadion a National Football League (NFL) Las Vegas Raiders és a University of Nevada, Las Vegas (UNLV) Rebels egyetemi futballcsapatának otthona. A stadion ad otthont szeptember elején a Vegas Kickoff Classicnak és decemberben a Las Vegas Bowlnak is. A stadion 2024 februárjában a Super Bowl LVIII-nak adott otthont, 2025 áprilisában pedig a WrestleMania 41-et rendezik meg itt.
A létesítmény a Mandalay Baytől nyugatra, a Russell Road és a Hacienda Avenue sarkán, a Polaris Avenue és a Dean Martin Drive között, a 15-ös autópályától nyugatra, mintegy 62 hektáron (0,25 km2) található. 1,9 milliárd dollár építési költségével a világ második legdrágább stadionja. Az adófizetők 750 millió dollárt vállaltak az költségekből. A stadion építése 2017. november 13-án kezdődött, és a használatbavételi engedélyt 2020. július 31-én adták ki. A stadion kerek és sötét külső kialakítása miatt a „Roomba” becenevet is kapta, mivel hasonlít az azonos nevű automata porszívókra.

## Fordítás
Ez a szócikk részben vagy egészben  az   Allegiant Stadium című angol Wikipédia-szócikk fordításán alapul.  Az eredeti cikk szerkesztőit annak laptörténete sorolja fel. Ez a jelzés csupán a megfogalmazás eredetét és a szerzői jogokat jelzi, nem szolgál a cikkben szereplő információk forrásmegjelöléseként.